# Then (cérémonie)
Le then (terme signifiant « ciel » dans les dialectes des ethnies Tày, Nung et Thai) est une cérémonie du Vietnam pratiquée par ces groupes ethniques. Le luth à deux cordes, nommé dan tinh (cithare tinh), est un instrument de musique l'accompagnant. Le 12 décembre 2019, le then intègre la liste représentative du patrimoine culturel immatériel, à la suite d'une décision de l'UNESCO.

## Description
Les ethnies tày, nùng et thái pratiquent la cérémonie du then, qui peut être conduite par une femme ou un homme, appelés maître then. La cérémonie a lieu chez ce dernier (dans l'autel then), chez le croyant, ou en plein air. D'après la description de l'Unesco, elle se rapporte à des concepts liés à l'univers, à l'être humain ou à la nature. Il s'agit, pour le maître then, de guider les soldats fantômes dans leur voyage de la terre au ciel, pour offrir des objets religieux et prier pour différents souhaits, comme la paix, la santé, l'abondance ou une bonne année. La cérémonie commence par une musique traditionnelle, un chant accompagné du dan tinh, un luth à deux cordes. Des voyages cérémoniels ont lieu en fonction du dieu adoré. Le maître then, vêtu d'une robe de cérémonie, utilise différents instruments : épées d'exorcismes, baguettes yin et yang, des cloches, et d'autres. Des danseuses peuvent intervenir. La transmission est orale. Le maître then peut effectuer deux cents cérémonies par an. Le then se développe dans le district de Binh Gia (dans la province de Lang Song). Mô Thi Kit, maîtresse then, déclare que cet art conduit les êtres humains à s'aimer, à s'entraider ainsi qu'à renoncer à la haine. Les groupes ethniques pratiquant le then le qualifient de mélodie chantée par des fées ou de mélodie céleste. Le then compte environ quatre mille versets. Le maître then est surnommé Monsieur Then, Ông Then, et la maîtresse then, Madame Then, Bà Then, ce sont des intermédiaires entre monde humain et monde divin. Un repas spécifique est préparé, et des jeux populaires ont lieu.

## Intégration du patrimoine culturel immatériel
Lors de la quatorzième session Comité intergouvernemental pour la sauvegarde du patrimoine culturel immatériel, qui se tint à Bogota, le 12 décembre 2019, le then des ethnies tày, nùng et thái intègre la liste représentative du patrimoine culturel immatériel. Ce sont notamment les actions de Mô Thi Kit, une maîtresse then née à Binh Gia, qui permettent à cette pratique d'être inscrite sur cette liste.